# Llista d'estats sobirans del 1991

## Estats sobirans

### A
- Afganistan – República de l'Afganistan
- Albània – República Socialista Popular d'Albània (fins al 30 d'abril)
  -  Albània – República d'Albània (des del 30 d'abril)
- Alemanya – República Federal d'Alemanya
- Algèria – República Democràtica Popular d'Algèria
- Andorra – Principat d'Andorra
- Angola – República Popular d'Angola
- Antigua i Barbuda
- Aràbia Saudita – Regne de l'Aràbia Saudita
- Argentina – República de l'Argentina
- Armènia – Republica d'Armènia (des del 26 de desembre)
- Austràlia – Commonwealth d'Austràlia
- Àustria – República d'Àustria
- Azerbaidjan – República de l'Azerbaidjan (des del 26 de desembre)

### B
- Bahames – Commonwealth de les Bahames
- Bahrain – Estat de Bahrain
- Bangladesh – República Popular de Bangladesh
- Barbados
- Bèlgica – Regne de Bèlgica
- Belize
- Benín – República de Benín
- Bhutan – Regne de Bhutan
- Plantilla:Country data Belarús – República de Belarús (des del 26 de desembre)
- Birmània – Unió de Birmània
- Bolívia – República de Bolívia
- Botswana – República de Botswana[1]
- Brasil – República Federativa del Brasil
- Brunei – Estat de Brunei Darussalam
- Bulgària – República de Bulgària
- Burkina Faso
- Burundi – República de Burundi

### C
- Cambodja – Estat de Cambodja
- Camerun – República del Camerun
- Canadà
- Cap Verd – República del Cap Verd
- República Centreafricana
- Colòmbia – República de Colòmbia
- Comores – República Islàmica Federal de les Comores
- – República Popular del Congo
- Corea del Nord – República Democràtica Popular de Corea[2]
- Corea del Sud – República de Corea[3]
- Costa d'Ivori – República de la Costa d'Ivori
- Costa Rica– República de Costa Rica
- Croàcia – República de Croàcia (des del 25 de juny)[4]
- Cuba – República de Cuba

### D
- Dinamarca – Regne de Dinamarca
- Djibouti – República de Djibouti
- Dominica – Commonwealth de Dominica
- República Dominicana

### E
- Egipte – República Àrab d'Egipte
- Emirats Àrabs Units
- Equador – República de l'Equador
- Eslovènia – República d'Eslovènia (des del 25 de juny)[4]
- Espanya – Regne d'Espanya
- Estats Units – Estats Units d'Amèrica
- Estònia – República d'Estònia (des del 6 de setembre)
- Etiòpia – República Democràtica Popular d'Etiòpia (fins al 27 de maig)
  -  Etiòpia – Etiòpia (des del 27 de maig)

### F
- Fiji - República Democràtica Sobirana de les Fiji
- Filipines – República de les Filipines
- Finlàndia – República de Finlàndia
- França – República Francesa[5]

### G
- Gabon – República gabonesa
- Gàmbia – República de Gàmbia
- Geòrgia – República de Geòrgia (des del 26 de desembre)
- Ghana – República de Ghana
- Grècia – República Hel·lènica
- Grenada
- Guatemala – República de Guatemala
- Guinea – República de Guinea
- Guinea Equatorial – República de Guinea Equatorial[6]
- Guinea Bissau – República de Guinea–Bissau[7]
- Guyana – República Cooperativa de Guyana

### H
- Haití – República d'Haití
- Hondures – República d'Hondures
- Hongria – República d'Hongria

### I
- Iemen – República del Iemen
- Índia – República de l'Índia
- Indonèsia – República d'Indonèsia
- Iran – República Islàmica de l'Iran
- Iraq – República de l'Iraq
- Irlanda – República d'Irlanda
- Islàndia – República d'Islàndia
- Israel – Estat d'Israel[8]
- Itàlia – República Italiana
- Iugoslàvia – República Socialista Federal de Iugoslàvia

### J
- Jamaica
- Japó
- Jordània – Regne Haiximita de Jordània

### K
- Kazakhstan – República del Kazakhstan (des del 26 de desembre)
- Kenya – República de Kenya
- Kirguizstan – República del Kirguizstan (des del 26 de desembre)
- Kiribati – República de Kiribati[9]
- Kuwait – Estat de Kuwait (des del 27 de febrer)

### L
- Laos – República Democràtica Popular de Laos
- Lesotho – Regne de Lesotho
- Letònia – República de Letònia (des del 6 de setembre)
- Líban – República Libanesa
- Libèria – República de Libèria
- Líbia – Gran Jamahiriya Àrab Socialista Popular Líbia
- Liechtenstein – Principat de Liechtenstein
- Lituània – República de Lituània (des del 6 de setembre)
- Luxemburg – Gran Ducat de Luxemburg

### M
- Macedònia – República de Macedònia (des del 8 de setembre)
- Madagascar – República Democràtica de Madagascar
- Malawi – República de Malawi
- Malàisia
- Maldives – República de les Maldives[9]
- Mali – República de Mali
- Malta – República de Malta
- Marroc – Regne del Marroc
- Illes Marshall – República de les Illes Marshall
- Maurici – Maurici
- Mauritània – República Islàmica de Mauritània
- Mèxic – Estats Units de Mèxic
- Micronèsia
- Moçambic – República de Moçambic
- Moldàvia – República de Moldàvia (des del 26 de desembre)
- Mònaco – Principat de Mònaco
- Mongòlia – República Popular de Mongòlia

### N
- Namíbia – República de Namíbia[10]
- Nauru – República de Nauru
- Nepal – Regne del Nepal
- Nicaragua – República de Nicaragua
- Níger – República del Níger
- Nigèria – República Federal de Nigèria
- Noruega – Regne de Noruega
- Nova Zelanda

### O
- Oman – Sultanat d'Oman

### P
- Països Baixos – Regne dels Països Baixos
- Pakistan – República Islàmica del Pakistan
- Panamà – República del Panamà
- Papua Nova Guinea – Estat Independent de Papua Nova Guinea
- Paraguai – República del Paraguai
- Perú – República Peruana
- Polònia – República de Polònia
- Portugal – República Portuguesa

### Q
- Qatar – Estat de Qatar

### R
- Regne Unit – Regne Unit de la Gran Bretanya i Irlanda del Nord
- Romania
- Rússia – Federació Russa (des del 26 de desembre)
- Ruanda – República Ruandesa

### S
- Saint Kitts i Nevis – Federació de Saint Kitts i Nevis
- Saint Vincent i les Grenadines[11]
- Salomó
- El Salvador – República del Salvador
- Samoa Occidental – Estat Independent de la Samoa Occidental
- San Marino – Sereníssima República de San Marino[12]
- Saint Lucia[13]
- São Tomé i Príncipe – República Democràtica de São Tomé i Príncipe
- Senegal – República del Senegal[7]
- Seychelles – República de les Seychelles
- Sierra Leone – República de Sierra Leone
- Singapur  – República de Singapur
- Síria – República Àrab Siriana
- Somàlia – República Democràtica de Somàlia (fins al 26 de gener)
  -  Somàlia (des del 26 de gener)
- Sri Lanka – República Socialista Democràtica de Sri Lanka
- Sud-àfrica – República de Sud-àfrica[1]
- Sudan – República del Sudan
- Suècia – Regne de Suècia
- Suïssa – Confederació suïssa
- Surinam – República de Surinam[14]
- Swazilàndia – Regne de Swazilàndia[15]

### T
- – República del Tadjikistan (des del 26 de desembre)
- Tailàndia – Regne de Tailàndia
- Tanzània – República Unida de Tanzània
- Togo – República Togolesa
- Tonga – Regne de Tonga
- Trinitat i Tobago  – República de Trinitat i Tobago
- Tunísia – República Tunisiana
- (des del 26 de desembre)
- Turquia – República de Turquia
- Tuvalu[16]
- Txad – República del Txad[17]
- Txecoslovàquia – República Federal Txeca i Eslovaca

### U
- Ucraïna (des del 26 de desembre)
- Uganda – República d'Uganda
- Unió Soviètica – Unió de Repúbliques Socialistes Soviètiques (fins al 26 de desembre)
- Uruguai – República Oriental de l'Uruguai
- Uzbekistan – República de l'Uzbekistan (des del 26 de desembre)

### V
- Vanuatu – República de Vanuatu[18]
- Ciutat del Vaticà – Estat de la Ciutat del Vaticà[19][20][21]
- Veneçuela – Estats Units de Veneçuela
- Vietnam – República Socialista del Vietnam

### X
- Xile – República de Xile
- República Popular de la Xina
- Xipre – República de Xipre

### Z
- Zaire – República del Zaire[22]
- Zàmbia – República de Zàmbia
- Zimbàbue – República de Zimbàbue

## Estats que proclamen la sobirania
- Bophuthatswana – República de Bophuthatswana[1][23]
- Bougainville – República de Bougainville
- Ciskei – República de Ciskei[24]
- Ossètia del Sud – República d'Ossètia del Sud (des del 28 de novembre)
- Palestina[25]
- Sàhara Occidental – República Àrab Sahrauí Democràtica[26]
- Serbian Krajina (des del 19 de desembre)[27]
- Somalilàndia – República de Somalilàndia (des del 18 de maig)[28][29]
- Transkei – República de Transkei[1][30]
- Txetxènia – República de Txetxènia (des de l'1 de novembre)
- Venda – República de Venda[1][31]
- República de la Xina
- Xipre del Nord – República Turca de Xipre del Nord[32]